# F-04B
docomo PRIME series F-04B — японский мобильный телефон третьего поколения мобильной связи (3G) разработанный компанией Fujitsu для оператора NTT DoCoMo

## Общее
Первый в мире телефон разделяющегося типа. Представлен как концепт на выставке CEATEC JAPAN в сентябре 2008 года. Через 18 месяцев запущен в производство.
В продаже с 26 марта 2010 года в Японии. С виду представляет большой слайдер, но при необходимости вы можете отделить экран. Под экраном находится qwerty — клавиатура. Обе части телефона соединяться между собой по протоколу Bluetooth и имеют собственный батарейки. Так же к этому телефону отдельно можно приобрести проектор.